# 南奇查斯县

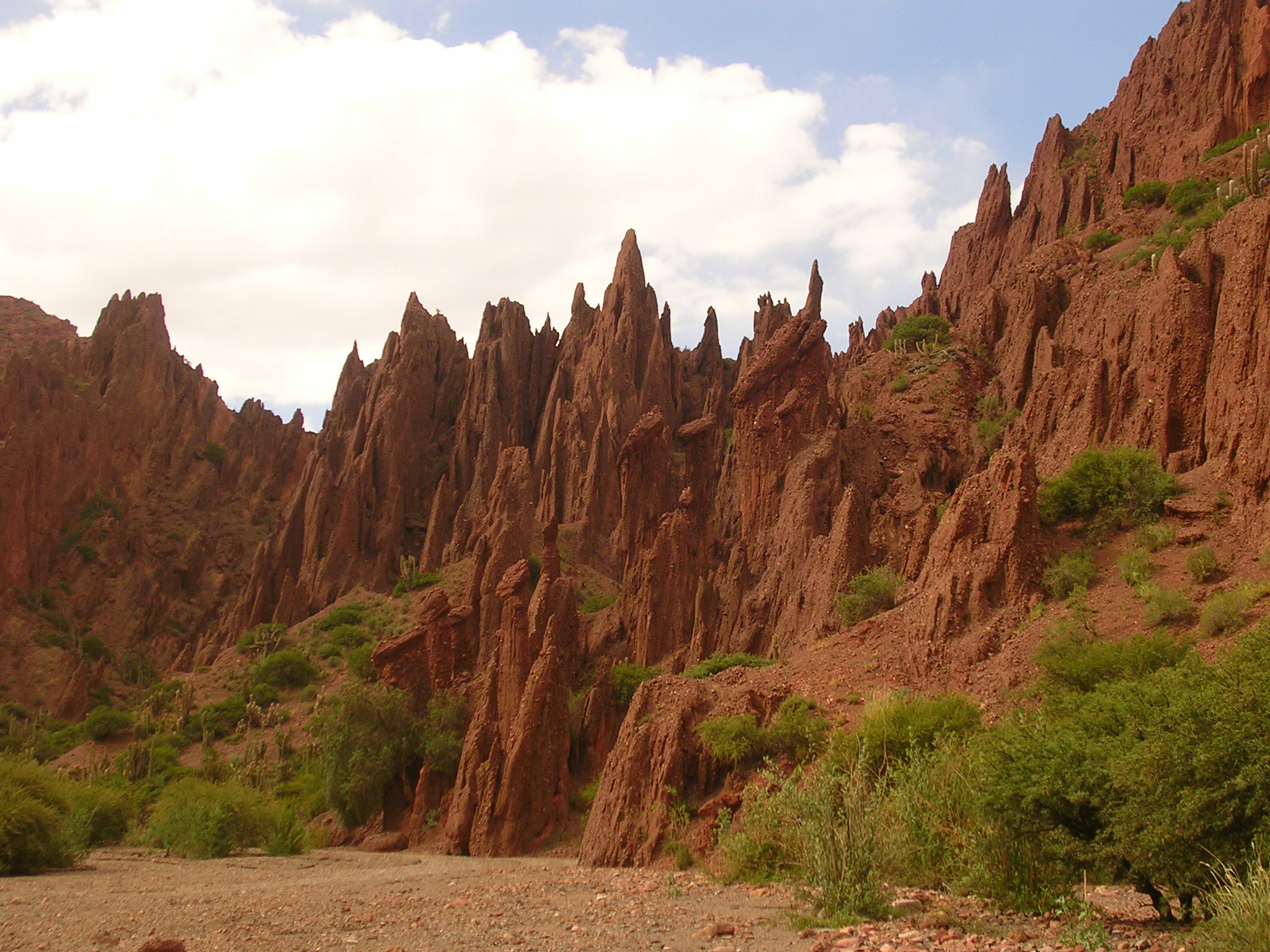

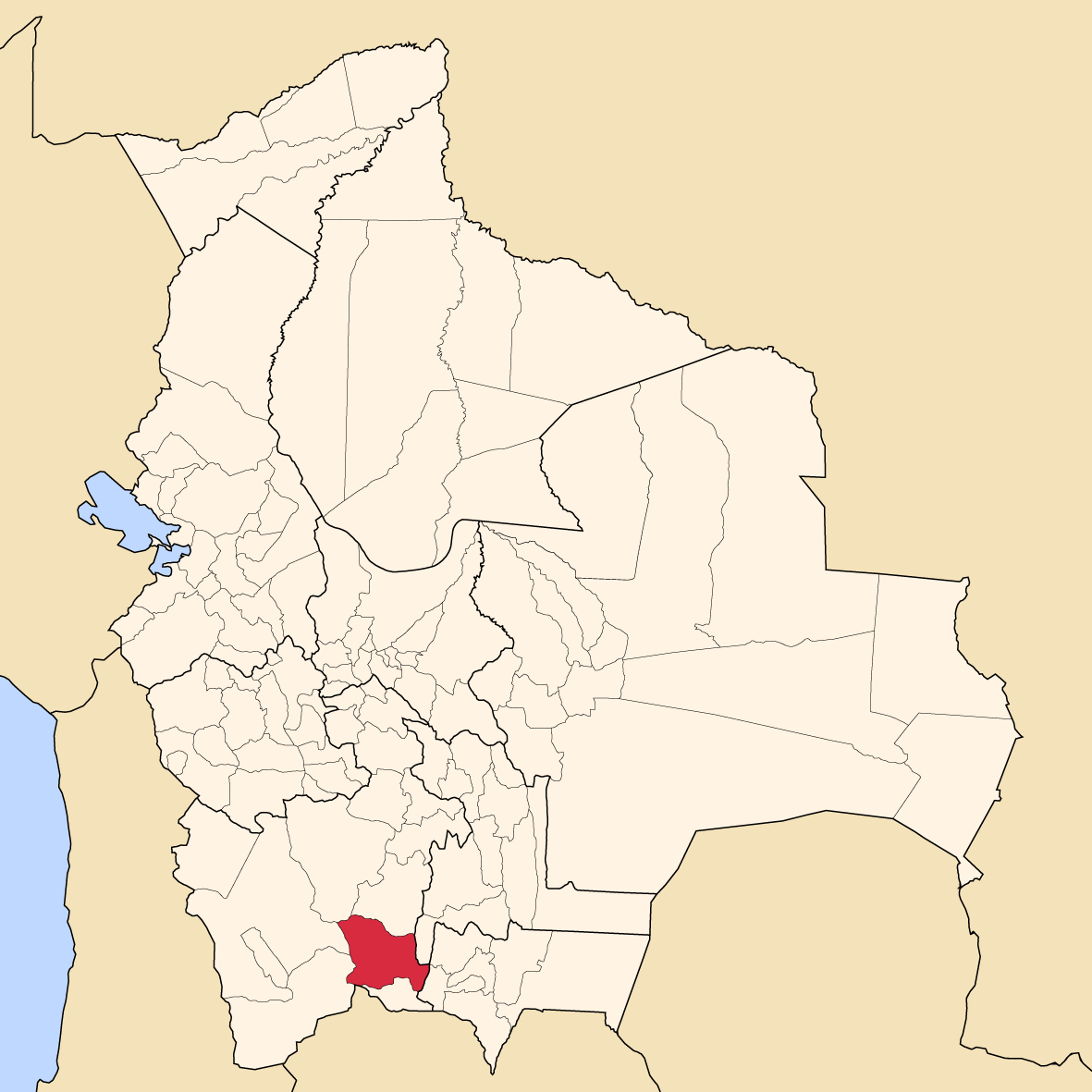

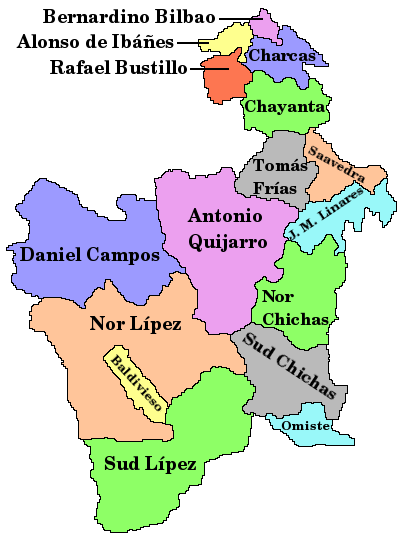

南奇查斯县（西班牙語：Provincia de Sud Chichas），是玻利維亞的县份，位於該國西南部，屬於波托西省的一部分，县府設於圖皮薩，面積8,158平方公里，2001年人口47,873，人口密度每平方公里5.9人。